# Castro Pretorio

Logotip del rione.

 Castro Pretorio  és el 18è rione de Roma. El logotip és l'estendard daurat de la Guàrdia Pretoriana sobre un fons vermell. El rione rep el seu nom de les ruïnes del  Castrum Praetorium , les barraques de la Guàrdia Pretoriana, incloses en la Muralla Aureliana.